# Golden Gate híd
A Golden Gate híd (IPA: [ˌgəʊldən ˈgeɪt], magyarul am. Aranykapu) az Amerikai Egyesült Államok második leghosszabb függőhídja, amely a Csendes-óceánt és a San Francisco-öblöt elválasztó szorost íveli át. A San Francisco-félsziget északi csúcsán elterülő San Franciscót köti össze Marin megyével. A Golden Gate híd építését 1933. január 5-én kezdték el, és 1937. május 27-én adták át a gyalogos forgalomnak, ezt követően 27 évig, a New York-i Verrazano-Narrows híd elkészültéig; a világ leghosszabb függőhídja volt.
A híd azóta San Francisco szimbóluma lett. Az Amerikai Építészek Intézete 1999-ben listát állított össze az USA legnépszerűbb építményeiről, a Golden Gate híd az 5. helyen szerepelt. A hatsávos út mellett a hídon gyalogosan és kerékpárral is lehet közlekedni. A híd alatt nagy a hajóforgalom.

## Előzmények
A híd megépítése előtt hajón, csónakon lehetett átkelni a San Franciscó-i öblön, a rendszeres komphajójáratok az 1840-es években indultak meg. Az átkelés 20-25 percet vett igénybe. San Francisco volt a legnagyobb amerikai város, amelynek ellátását kizárólag komphajók biztosították. Mivel a városnak nem volt állandó összeköttetése az öböl más helységeivel, lassabban fejlődött. A szakemberek egy része azt állította, hogy lehetetlen hidat építeni a 2042 méter hosszú tengerszoros felett, ahol a rendkívül erős dagálykor örvénylik a tengervíz, és a szoros közepén a 150 m mélységet is eléri, a gyakori viharos szelek és a köd pedig meghiúsítanák az építkezést. A híd építésének ötlete már régen felmerült, 1916-ban James Wilkins egykori mérnökhallgató javasolta a San Francisco Bulletinben egy híd megépítését. A város mérnöki testülete 100 millió dollárra becsülte az építés költségeit, és kérdést intézett a hídépítő mérnökökhöz, hogy vajon olcsóbban is kivitelezhető lenne-e a híd. Joseph Strauss rendkívül ambiciózus, de fellegekben járó mérnök és költő válaszolt egyedül. Diplomamunkája egy 89 km hosszú, a Bering-szoroson átívelő vasúti híd terve volt. Strauss mintegy 400 szárazföldi felvonóhidat épített már, de a szóban forgó tervhez hasonló, monumentális építményt még nem valósított meg soha. A tervrajzon két masszív konzolt gondolt el a tengerszoros két partjára, melyeket középen egy felfüggesztett szegmens köt össze. Strauss azt állította, hogy 17 millió dollárból meg tudja építeni a hidat. A legkézenfekvőbbnek tűnt egy függőhíd típusú építmény, amelynek megvalósítását segítenék a kohászat legújabb előrelépései.
Strauss több mint tíz évig kilincselt pénzügyi támogatásért Észak-Kaliforniában. Nagy ellenállásba ütközött, sőt bírósági perrel is fenyegették. Az USA Hadügyminisztériuma attól tartott, hogy a híd esetleges szabotázsa akadályozza a hadihajókat a kikötők elérésében. A szakszervezetek garanciákat kértek, hogy a helyi munkásokat fogják előnyben részesíteni. A Southern Pacific Railroad vasúttársaság, Kalifornia egyik legnagyobb üzleti vállalkozása ellenezte a híd építését, mivel konkurenciát jelentett volna komphajó flottájának. Pert indított a projekt ellen, de ezzel azt váltotta ki, hogy tömegesen bojkottálták a komphajókat. Az autóipar ellenben támogatta a híd tervét.

## Tervezés
Strauss lett a tervezésért és építésért felelős főmérnök. Mivel alig értett a kábel függőhidakhoz, szakértőket rendeltek mellé. Irving Morrow, viszonylag ismeretlen építész tervezte a hídtornyokat, a világítási rendszert, az Art déco elemeket (lámpák, hídkorlát, gyalogjárdák). A hídszerkezet színét (nemzetközi narancsszín) Morrow választotta a szokásos szürke és ezüst helyett, mert illett a tájhoz, és így ködben is jobban látható a híd.
Charles Alton Ellis rangidős mérnök volt a projekt fő felelőse, és állandó kapcsolatban állt Leon Moisseiff híres hídtervezővel. Moisseiff munkája volt a hídszerkezet alapterve, amelyben saját „kilengési elméletét” is alkalmazta. Bár a Golden Gate híd tervezése jól sikerült, a Moisseiff által tervezett első Tacoma Narrows híd egy erős szélviharban a rezonancia miatt leszakadt.
Ellis tulajdonképpen nem rendelkezett mérnöki képesítéssel, görög–matematika szakos egyetemi tanár volt, és a szerkezettervezés szakértője. A Golden Gate híd tervezését nagyrészt ő végezte, de alig kapott elismerést életében. Strauss 1931 novemberében állítólag azért bocsátotta el, mert túl sokba kerültek a Moisseiff-fel váltott táviratok. Ellis, aki a híd megszállottja volt, és a nagy gazdasági világválság miatt nem talált munkát, tovább dolgozott fizetés nélkül 9 hónapon át heti 70 órában, és kézzel végzett számításai végül tíz kötetet töltöttek meg.
Strauss csak saját előmenetelét tartotta fontosnak, és azt, hogy neve fennmaradjon az utókor számára. Kollégáinak munkáját sem anyagilag, sem erkölcsileg nem értékelte. Sikerült elhitetnie, hogy ő dolgozott legtöbbet a projekten. Csak jóval később ismerték el a többi mérnök munkáját. A Golden Gate Bridge and Highway District jelentést tett közzé 2007-ben az elmúlt 70 év felügyeleti gondnokságáról, amelyben a híd tervezését, hivatalosan is nagyrészt Ellisnek tulajdonította.

## Finanszírozás
Kalifornia állam törvényhozó testülete 1929-ben hivatalosan megbízta a Golden Gate Bridge and Highway District korlátolt felelősségű társaságot a Golden Gate híd tervezésével, finanszírozásával és kivitelezésével. A New York-i tőzsde összeomlása után lehetetlen volt pénzt szerezni, így a társaság kötvénykibocsátásra törekedett. 1930 novemberében a híd építésében érdekelt megyék megszavazták a kötvények kibocsátását, de két év eltelte után sem sikerült eladni az összeset. 1932-ben a Bank of America, San Francisco alapítója, Amadeo Giannini a bank nevében megvásárolta a kötvényeket, hogy elősegítse a helyi gazdaság fejlődését.

## Építés

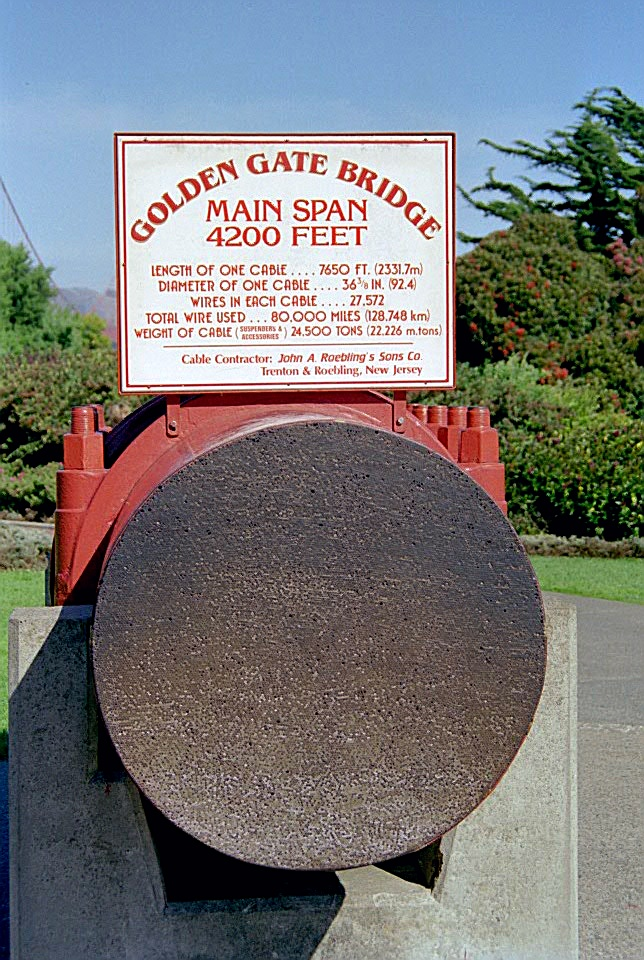
A kábel keresztmetszete

Az építkezés 1933. január 5-én kezdődött. Strauss, a projekt vezetője naponta ellenőrizte a munkálatokat. A déli hídfő alapozásánál egy téglát helyezett el, amely egykori alma materéből, a Cincinnati Egyetem egyik lebontott épületéből származott. Strauss mozgatható védőhálót szereltetett fel az építkezés alá, ami akkoriban újdonságnak számított.
A híd egy feszített vázas szerkezetű függőhíd, melynek két hatalmas acélkonzolja között 1280 méter víz húzódik. A két óriási torony között feszülő két fő kábele amellett, hogy megtartja a hídpályát, a nyomást és a feszítőerőt a tornyokon át a híd két végén lévő horgonyokhoz továbbítja.[vitatott!]
Elkészülte után igen sikeres vállalkozásnak bizonyult: 1971-re megtérült az építkezés 75 millió dolláros költsége, pedig csak a dél felé, San Franciscóba tartó utasok fizetnek rajta díjat. Az elmúlt hét évtizedben számtalan földrengést is kiállt, köztük az 1989-es 7,1-es fokozatú rengést. Fennállása óta csak háromszor kellett lezárni – erős szél miatt.
A híd – átadása idején a világ legmagasabb függőhídja – az öngyilkosok kedvelt helye lett: becslések szerint eddig több mint 1600-an ugrottak át a híd gyalogos járdájának korlátján, és zuhantak a mélybe. A híd közlekedési és biztonsági hatósága kétmillió dolláros pályázatot írt ki a védőkorlát tanulmányára, amelyet négy pályázó készített el 2006 augusztusára. A hatóság ezek közül választja majd ki a nyertes elképzelést annak érdekében, hogy lezárhassák a mindeddig megoldhatatlannak tűnő problémát. Az öngyilkosok elriasztására már több terv is született az utóbbi évtizedekben, azonban eddig egyik sem valósult meg.

## Érdekesség
A híd építői közül utolsóként Jack Balestrei halt meg 95 éves korában, 2012. április 21-én San Franciscó-i otthonában. A férfi 17 évesen kapott munkát az építkezésen.
Az Egyesült Államok önjelölt császára, a különc, de San Franciscóban a mai napig igen népszerű Joshua Norton (1811-1880) még az egyik "uralkodói rendeletében" elrendelte egy híd építését az öböl felett (illetve egy alagút fúrását az alatt). A híd megépítése után, ennek emlékére született javaslat hogy a híd hivatalos elnevezését változtassák Norton Császár Híd-ra.

## Kulturális hatás
A Golden Gate híd számos San Franciscóban játszódó filmben felbukkant, így például a Piszkos Harry-filmekben, Alfred Hitchcock filmjeiben, a Star Trek több mozifilmjében, vagy James Bond Halálvágta című kalandjában.